# Alfredo Moreno Charme
Alfredo Germán Moreno Charme (Santiago, 4 de agosto de 1956) es un ingeniero civil industrial, académico, empresario y político chileno. Entre marzo de 2010 y marzo de 2014 se desempeñó como ministro de Relaciones Exteriores bajo el primer gobierno del presidente Sebastián Piñera. Asimismo, entre marzo de 2018 y junio de 2019 ejerció como ministro de Desarrollo Social; y a partir de esa fecha hasta el 11 de marzo de 2022 como ministro de Obras Públicas bajo la segunda administración de Piñera. Fundó la Escuadra Ecuestre Palmas de Peñaflor en 1991.

## Biografía

### Familia
Nació como uno de los cuatro hijos del matrimonio conformado por Alfredo Moreno Aguirre y Gloria Charme Montt, que formaba parte de una influyente familia de Viña del Mar. Moreno Aguirre, uno de los ejecutivos más importantes en el inicio de Coca-Cola en Chile, falleció de un infarto en diciembre de 1970 cuando tenía 48 años y Moreno Charme era sólo un adolescente. Alfredo es primo de Jorge Abbott, abogado y Fiscal Nacional de Chile. Y es bisnieto del político, médico y ministro Eduardo Charme Fernández.

### Estudios
Estudió en el Colegio San Ignacio de El Bosque, en la capital, desde donde egresó en 1973 como el mejor alumno de su promoción. En esa entidad desplegó su interés por la política y llegó a presentarse como candidato a la presidencia del centro de alumnos, en una lista apoyada por la centroizquierda y el Partido Demócrata Cristiano (PDC), tienda con la que en esos años simpatizaba, en línea con su madre.
Luego cursó la carrera de ingeniería comercial e ingeniería civil Industrial en la Pontificia Universidad Católica (PUC), influido por el modelo económico que estaba en proceso de instalación en el país. En esta institución también se alzaría como el mejor alumno de su generación.
Posteriormente viajó becado a los Estados Unidos, donde cursó un Master in Business Administration (MBA) en la Universidad de Chicago. De vuelta en su país, fue profesor a tiempo completo en la Escuela de Administración de la Pontificia Universidad Católica, entre los años 1982 y 1985.

### Matrimonio e hijos
Está casado desde 1980 con Ana María Echeverría, con quien tiene cuatro hijos: Alfredo, Francisco, Felipe y Ana María.[cita requerida]

## Carrera empresarial

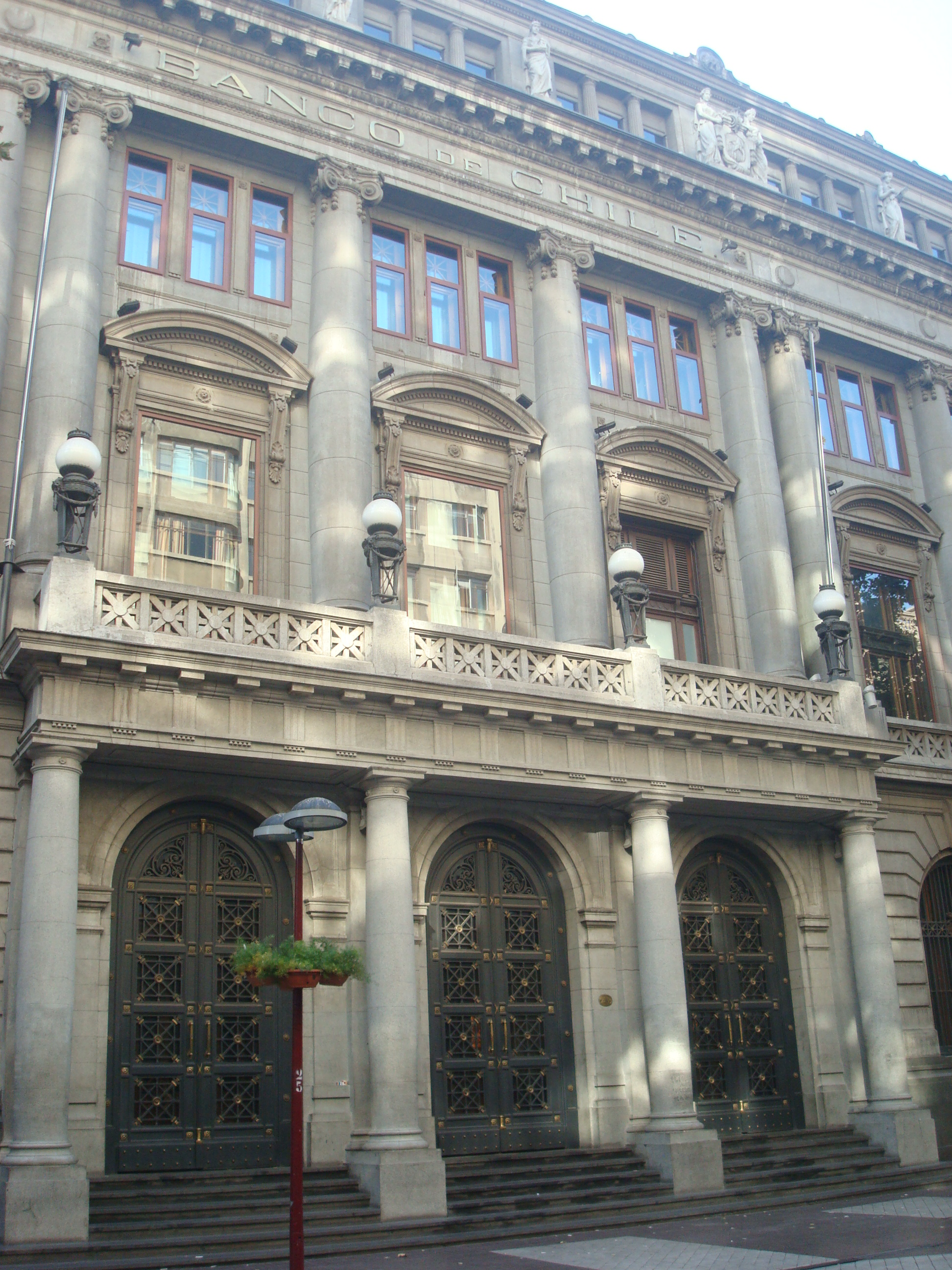
Casa matriz del Banco de Chile en el centro de Santiago, lugar donde sesiona el directorio de la entidad, del cual Alfredo Moreno fue miembro por 14 años.

### Inicios como consultor
Durante los dos años que estuvo en Chicago, compartió aulas, entre otros, con Francisco Pérez Mackenna, con quien trabó una estrecha amistad, la cual se volvió en trío al sumar al empresario Juan Bilbao, al que conocía del colegio. Así, los tres formaron una consultora en su país que perduró hasta 1986 y que se llamó Bilbao, Moreno y Pérez Asociados.
Posteriormente trabajó administrando el área comunicaciones del grupo Cruzat, que conformaban las revistas Ercilla, Vea y Deporte Total, y las radios Minería y Galaxia.
Su faceta empresarial comenzó a consolidarse a mediados de la década, en particular por la vía de Editorial Santiago, firma de su propiedad que, aparte de editar libros, desarrolló como negocio los suplementos y la entrega de publicaciones por fascículos a través de los diarios. Su aventura empresarial marcó otro hito como dueño de Telemercados Europa, compañía de entrega de mercadería a domicilio. Este negocio lo llegó a complementar con otras actividades, entre las que destaca la agricultura y la crianza de caballos.

### Ascenso desde el Banco de Chile
El 15 de abril de 1987 arribó al Banco de Chile, fecha en que se eligió el primer directorio de la institución tras la intervención gubernamental de la banca (enero de 1983) y el posterior proceso de capitalismo popular en que derivó. Moreno Charme alcanzaba el cargo de director con las acciones del Patronato Nacional de la Infancia, que antes de la crisis había sido uno de los principales accionistas, y que después retuvo una cantidad suficiente de títulos como para nombrar dos representantes.
Con el paso de los años, ingresó a la propiedad, llegando a tener un paquete relevante. Asimismo, consolidó sus conexiones con Carlos Alberto Délano y Carlos Eugenio Lavín, entonces los mayores accionistas del banco, al punto de que a fines de los años 1990 se integró al pacto controlador de la entidad financiera, alianza de éstos (grupo Penta) con los Cúneo-Solari (de Falabella), Consorcio Financiero y Sergio Larraín. En el año 2000 negoció con plenos poderes la venta del 34,6% en manos del pacto controlador al grupo Luksic.
Finalizada su etapa en el Banco de Chile, llegó a Dersa, conglomerado empresarial de la familia Del Río, como vicepresidente.[cita requerida] En su nueva casa el ejecutivo devino en mano derecha de José Luis del Río (cercano al PDC), especialmente en lo relativo a los intereses financieros del conglomerado. En ese contexto, trabajó en la fusión de Sodimac, filial de Dersa, con Falabella, lo que le permitió conseguir un sillón en el directorio de esta última, y en el fallido intento por unificar el coloso surgido de esta unión con la supermercadista local D&S, en ese entonces bajo control de la familia chilena Ibáñez.
En esta misma década fue también un activo miembro de Icare y la Fundación Teletón, de las cuales fue presidente en 2005-2006 y 2008 a 2010, respectivamente.
Tras su paso por el gobierno, en 2014 regresó a su actividad empresarial, asumiendo en Chile como presidente de las Compañía de seguros y Banco Penta, director de Derco S.A. y la constructora Brotec S.A. También participa en los directorios de las filiales de dichas compañías en otros países sudamericanos.

## Carrera política

### Ministro de Relaciones Exteriores de Piñera (2010-2014)

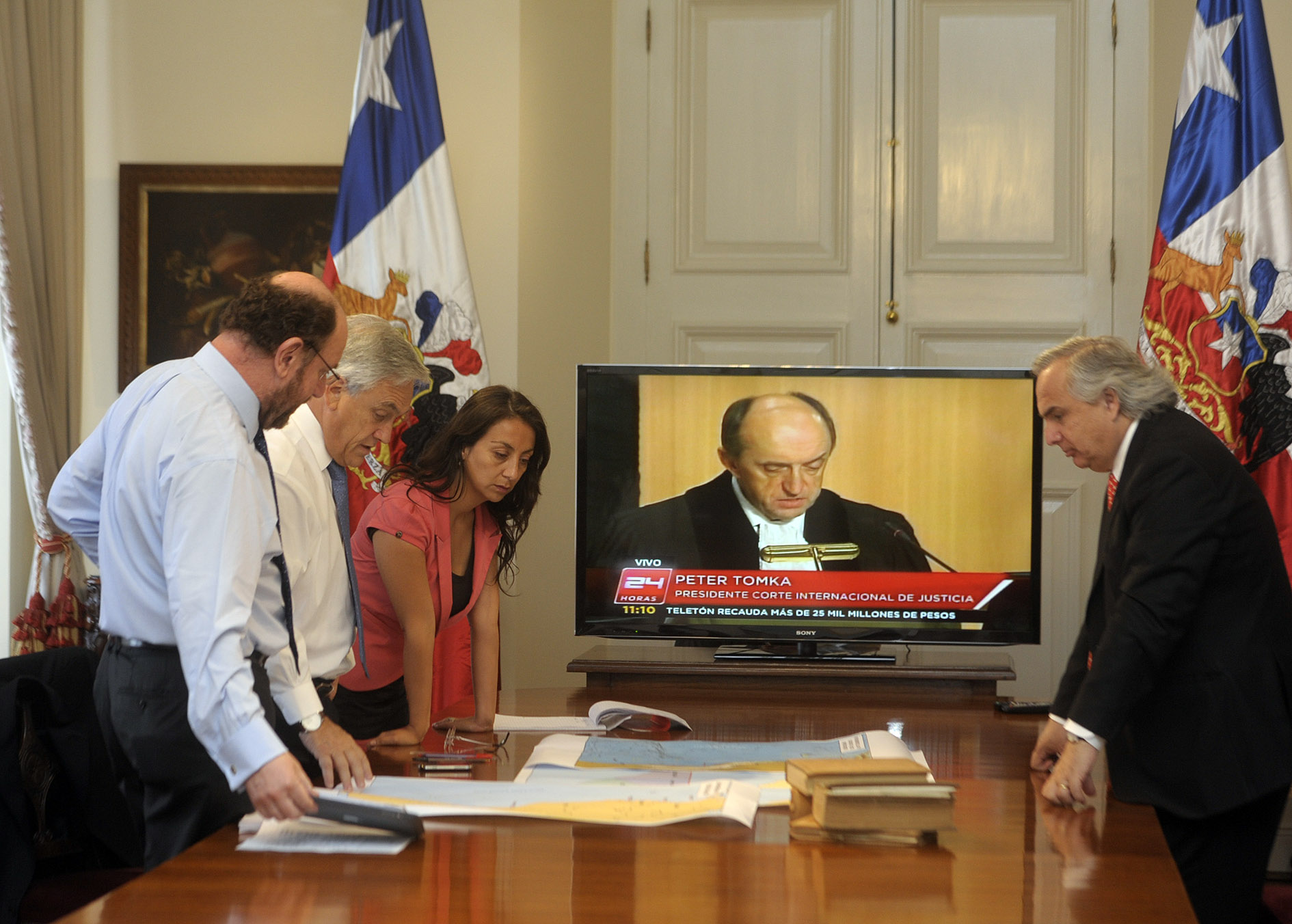
Alfredo Moreno Charme (a la izquierda) junto al presidente Sebastián Piñera y los ministros Cecilia Pérez (Segegob) y Andrés Chadwick (Interior y Seguridad Pública) observan por televisión los alegatos orales en la Corte Internacional de Justicia por el diferendo marítimo entre Chile y Perú.

Su carrera política es más bien breve, pues comenzó recién en 2010, tras el triunfo del candidato presidencial Sebastián Piñera en la segunda vuelta electoral realizada en enero de ese año. Si bien con anterioridad había apoyado en sus respectivas campañas a Hernán Büchi (1989), Arturo Alessandri Besa (1993) y su amigo Joaquín Lavín (1999-2000 y 2005-2006), nunca había aparecido de manera activa en la primera línea de la escena política y menos en las lides de la diplomacia. Pese a ello, el mandatario electo le propuso el cargo de canciller. Así, en febrero de ese año fue presentado como futuro ministro de Estado, sorprendiendo a diversos sectores políticos que apostaban para el cargo por figuras como Andrés Allamand, Juan Claro o el encargado en relaciones exteriores del llamado grupo Tantauco, ligado a Piñera, Teodoro Ribera.
A fines de 2012 debió coordinar la defensa de Chile en el marco de la fase oral de los alegatos en la Corte Internacional de Justicia por el diferendo sobre el límite marítimo con Perú, proceso que fue fallado en enero de 2014.
De su gestión en la cartera destacó la entrada de Chile al programa Visa Waiver, el cual exime a los ciudadanos de un país de presentar visa cuando ingresan a Estados Unidos por turismo o negocios para estadías de hasta 90 días, y la integración del país a la Alianza del Pacífico, que además conforman Colombia, Perú y México.
Dejó el cargo en marzo de 2014, como uno de los cinco secretarios que permaneció en la misma cartera durante todo el periodo de Piñera. Una vez concluidas sus labores en la cancillería ingresó al directorio de la Fundación Avanza Chile.

### Codelco
Fue nombrado director de Codelco en abril de 2025 por el Gobierno.

## Condecoraciones

### Condecoraciones extranjeras
- Gran Cruz de la Orden de Isabel la Católica ( España, 4 de marzo de 2011).[22]
- Gran Cruz de la Orden El Sol del Perú ( Perú, 24 de febrero de 2011).[23]
- Banda de la Orden Mexicana del Águila Azteca ( México, 30 de noviembre de 2012).[24]
- Gran Cruz de la Orden del Libertador San Martin ( Argentina, 8 de noviembre de 2012).[25]
- Gran Cruz de la Orden del Quetzal ( Guatemala, 3 de abril de 2013).[26]